# هوت دوغ
هوت دوغ أو نقانق هو نوع من نقانق (السجق) يتكون من الكبد والكلاوي، والفشة مضاف إليه بعض من اللحم بالإضافة إلى التوابل والبهارات. وهي تعد من أشهر الأكلات التي تمثل الثقافة الأمريكية التي تشكلت بعد الحرب الأهلية في القرن التاسع عشر.

## معلومات تاريخية

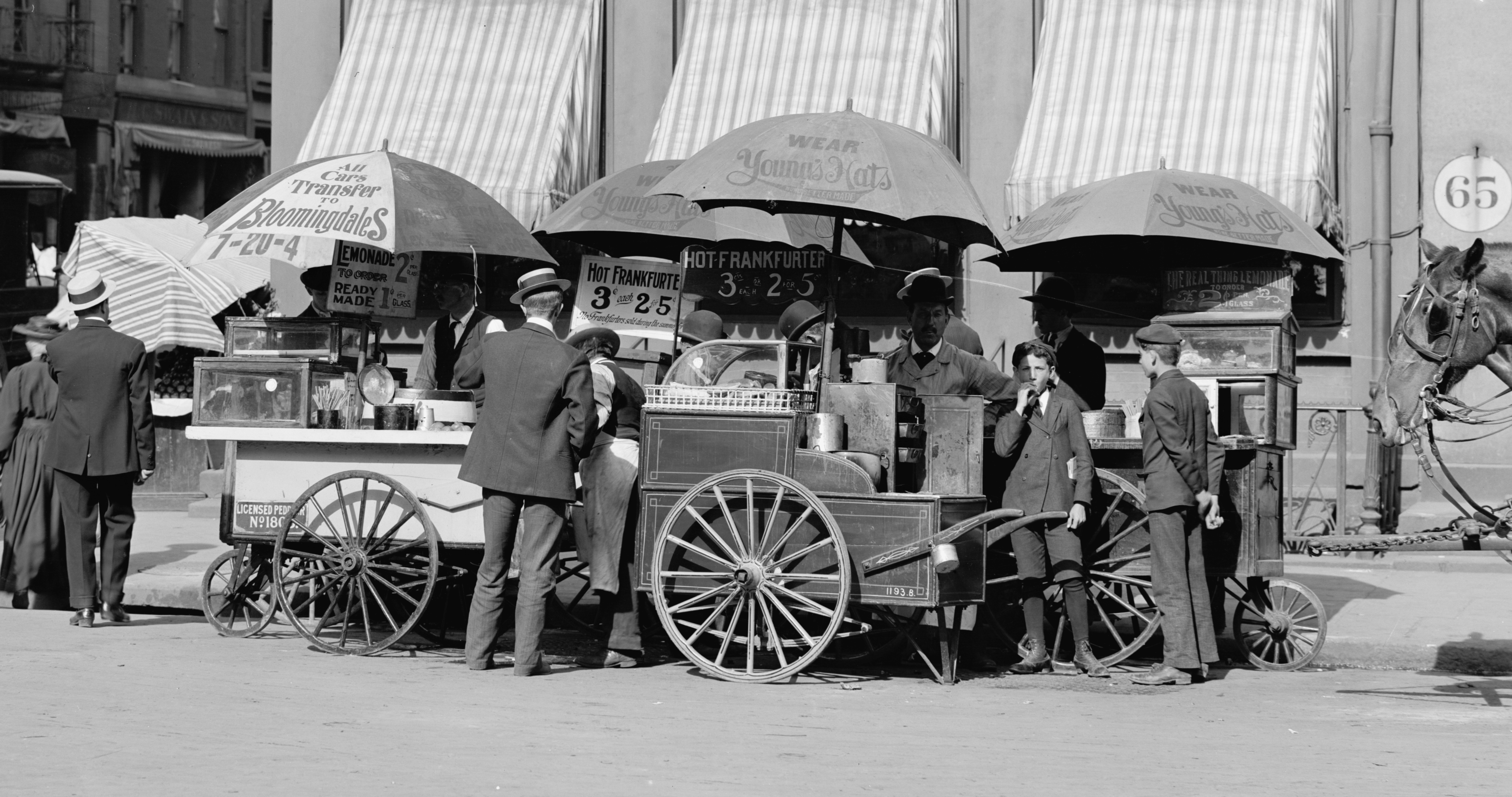
عربات تبيع نقانق فرانكفورت في نيويورك سنة 1906 تقريبًا. السعر المدرج هو "3 سنت للقطعة أو 5 سنت للقطعتين.

يصعب تقييم الكثير من الادعاءات الموجودة عن اختراع الهوت دوغ، حيث تؤكد القصص الواردة عن اختراع السجق أنه تم وضع السجق (أو أي نوع آخر من النقانق) على الخبز أو الكعك ليستخدم طعامًا خفيفًا، فشاع استخدام الطبق الحالي أو تم إطلاق الاسم «هوت دوغ» على السجق بالكعك الذي يضاف إليه الكاتشب والمستردة في أحيان كثيرة والمقبلات أحيانًا.
في حوالي عام 1867 في كوني إيلند، بدأ تشارلز فيلتمان (Charles Feltman) المهاجر الألماني بيع السجق في أرغفة، وباع في صيف ذلك العام نحو 4000 شطيرة سجق، بسعر 5 سنتات للواحدة. توسعت تجارة فيلتمان من مطعم يدعى (فيلتمانز أوشن بافيليون) إلى عدة مطاعم وفندق وصالة سينما وملاهي. وومع بدايات القرن العشرين وصل انتاجه إلى 40 ألف شطيرة هوت دوغ يوميا. في عام 1916، لقي موظف بولندي أمريكي عند فيلتمان يُدعى ناثان هاندويركر (Nathan Handwerker) تشجيعًا من زبونين شهيرين هما إدي كانتور (Eddie Cantor) وجيمي دورانتي (Jimmy Durante)، لبدء مشروع ينافس به من كان يعمل لديه في السابق.
عرض هاندويركر سعرًا أقل من فيلتمان،
وفي الفترة التي سبقت لوائح تنظيم الأغذية عندما كان الهوت دوغ موضع شك بين المستهلكين، حرص هاندويركر على إظهار مجموعة من الرجال يرتدون ثوب الجراحين وهم يأكلون في أحد المطاعم الشهيرة المتخصصة في تقديم الهوت دوغ لطمأنة الزبائن القادمين.

## التوصيف العام

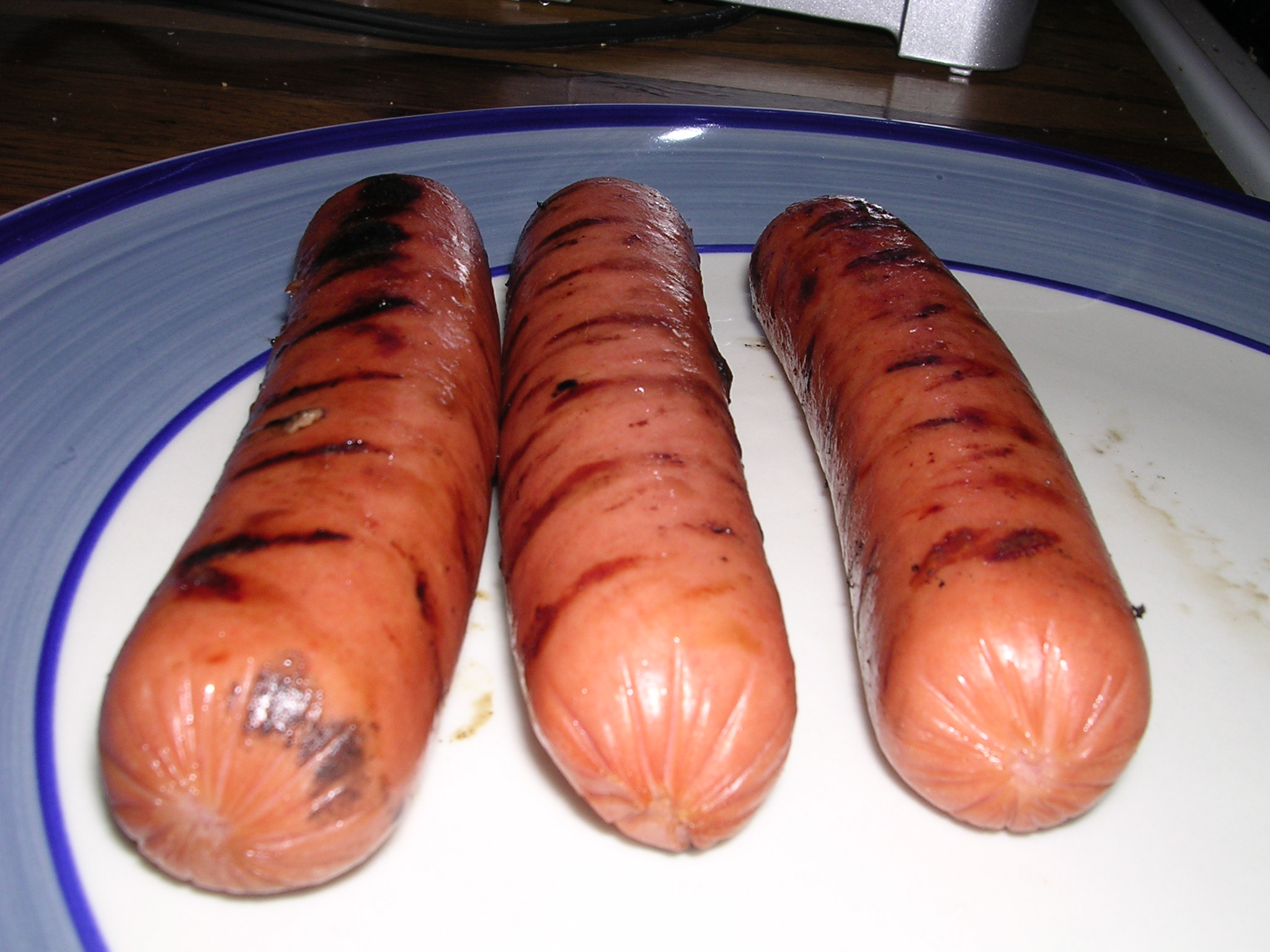
سجق الهوت دوغ المشوي

### المكونات
من بين المكونات الرئيسية للهوت دوغ ما يلي:
- الدهن وشرائح اللحم
- النكهات مثل الملح والثوم والفلفل الحار
- المواد الحافظة (معالجة) - عادة ما تكون صوديوم الإريثوربيت ونتريت الصوديوم

## الآثار الصحية
بخلاف الأنواع الأخرى من السجق التي قد تباع غير مطهية، يطبخ الهوت دوغ قبل تعبئته. يمكن أكل الهوت دوغ دون طهي إضافي، رغم أنه يسخن عادة قبل التقديم. ولأن الهوت دوغ المعلب غير المفتوح قد يحتوي على بكتريا لستيرية تسبب داء الليستريات، فمن الأفضل تسخينه خصوصًا عند تقديمه للمرأة الحامل ومن لديهم ضعف في الجهاز المناعي.
كشف تقرير المعهد الأمريكي لأبحاث السرطان عن أن تناول قطعة من اللحم الجاهز وزنها 50 جم - أي شطيرة هوت دوغ تقريبًا - يوميًا يزيد من احتمالية الإصابة بـسرطان القولون بنسبة 20 في المئة. وأقام فريق التعريف بأخطار السرطان دعوى جماعية تطالب بوضع ملصقات تحذير على العبوات وفي الفعاليات الرياضية. ويحتوي الهوت دوغ على نسب عالية من الدهون والأملاح والمواد الحافظة من نترات الصوديوم ونتريت الصوديوم، وجميعها يعتقد أن له دورًا في تكوين مواد كيميائية تحتوي على النترات المسبب للسرطان. ووفقًا لما رصده المعهد الأمريكي لأبحاث السرطان، تبلغ خطورة سرطان القولون نسبة 5,8 في المئة، ولكنها ترتفع إلى نسبة 7 في المئة في حالة تناول الهوت دوغ يوميًا لعدة سنوات.
ويحتوي الهوت دوغ على نسب قليلة نسبيًا من الأمينات غير المتجانسة (HCA) إذا ما قورنت بالأنواع الأخرى من منتجات اللحوم الجاهزة التي تحضر في درجات حرارة منخفضة.

## معرض صور

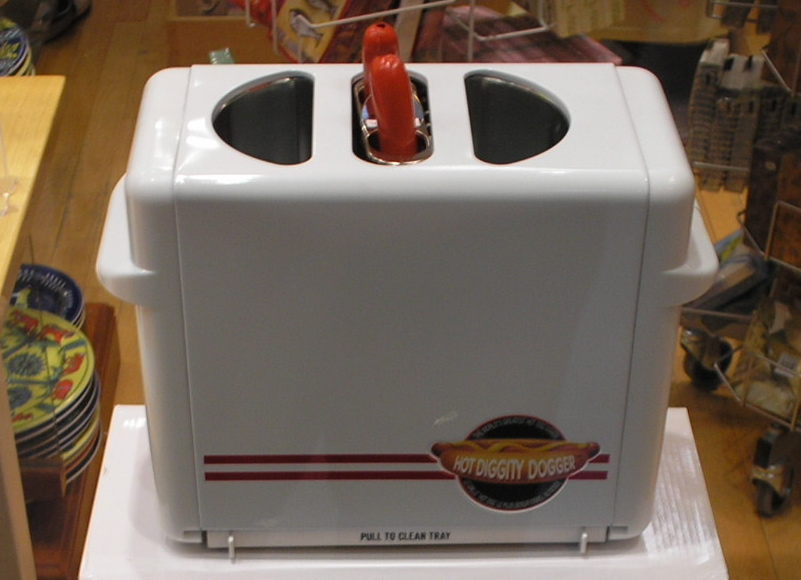
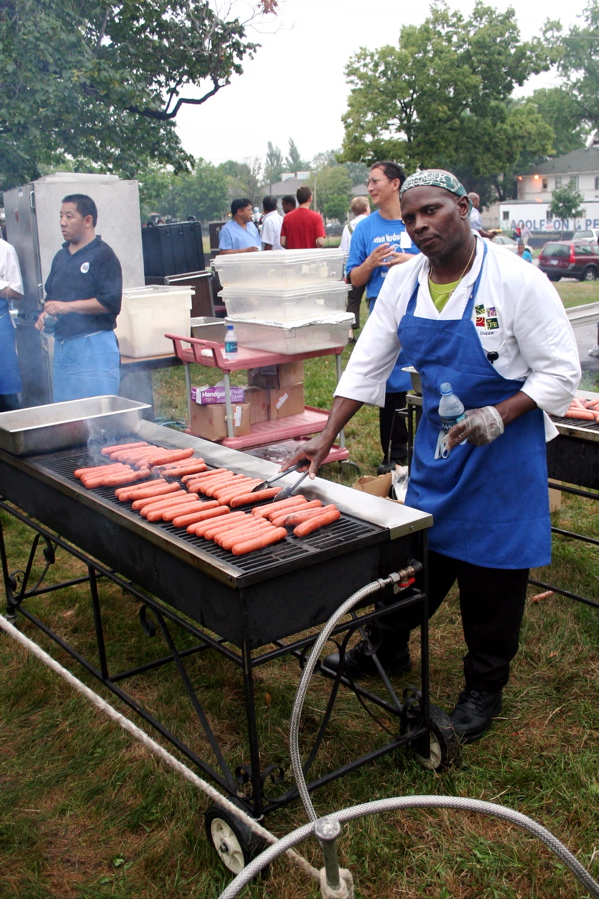
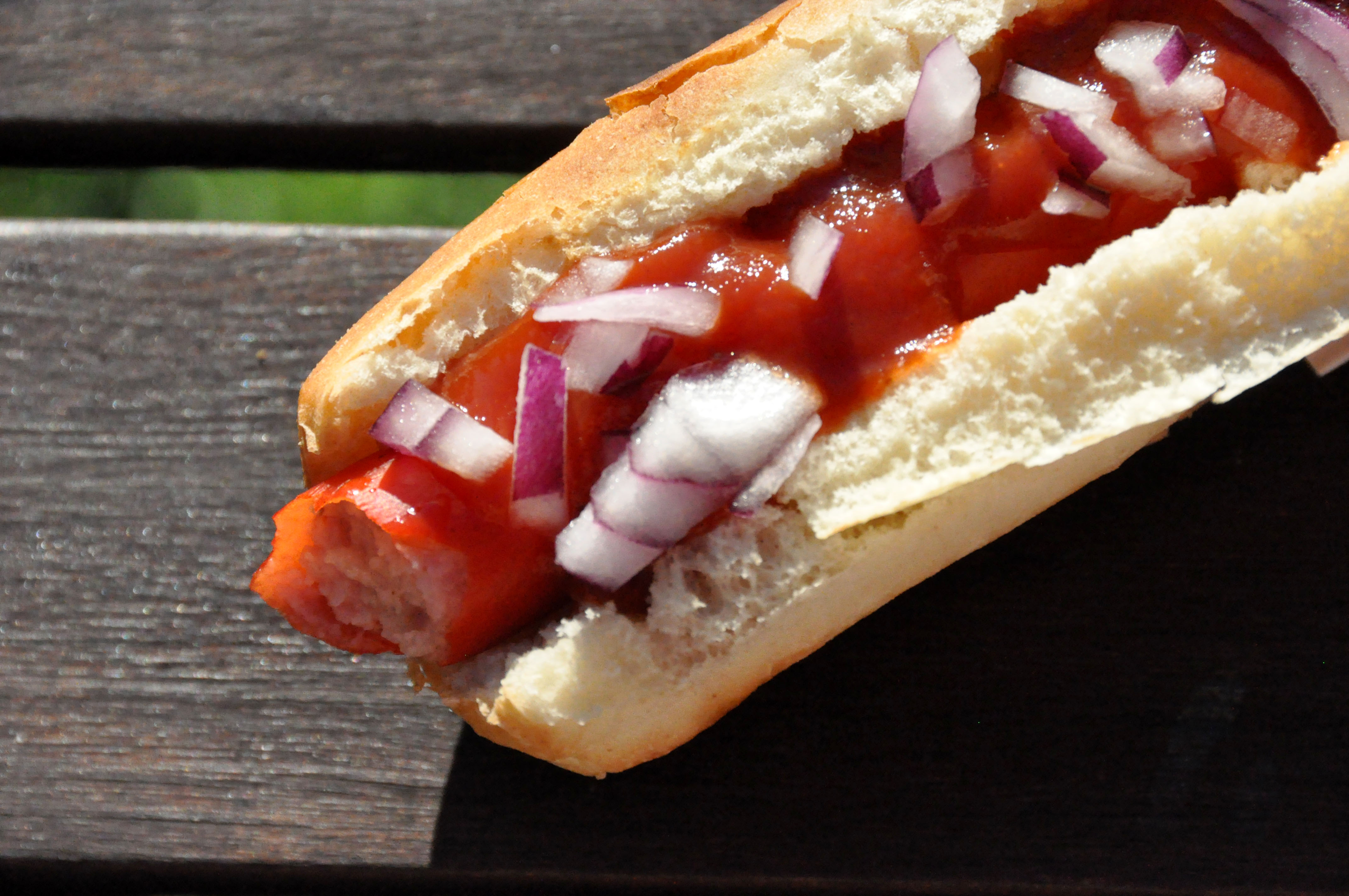

## وصلات خارجية
- قصة الهوت دوغ "Hot Dog" و سبب التسمية